# 邱子明
邱子明（1914年—1999年），中国人民解放军将领、中国人民解放军开国少将。
曾任海军航空兵部政治部主任。1955年，授予中国人民解放军少将。